# Abe Dongoro
Abe Dongoro est un woreda de l'ouest de l'Éthiopie situé dans la zone Horo Guduru Welega de la région Oromia qui compte 67 017 habitants en 2007.

## Situation
Limitrophe de la zone Misraq Welega, Abe Dongoro est bordé dans la zone Horo Guduru Welega par les woredas Jarte Jardega, Horo et Jimma Genete.
Sa principale agglomération s'appelle Tulu Wayo ou Abe Dongooroo et se trouve à l'ouest de Shambu sur la route en direction de Gutin, le chef-lieu du woreda Gida Ayana dans la zone Misraq Welega.

## Population
Au recensement national de 2007, la population du woreda atteint 67 017 habitants dont 4 % de citadins.
Tulu Wayo, qui a 2 519 habitants en 2007, est la seule agglomération recensée dans le woreda.
Environ 56 % des habitants du woreda sont orthodoxes, 36 % sont musulmans, 6 % sont protestants et 1 % sont de religions traditionnelles africaines.
En 2022, la population du woreda est estimée à 95 389 personnes avec une densité de population de 87 personnes par km2 et 1 096 km2 de superficie.